# SBB RABe 523
De RABe 521, 522, 523, 524 is een serie elektrisch treinstellen van het type Stadler FLIRT, bestemd voor het regionaal personenvervoer en lokaal personenvervoer van de Schweizerische Bundesbahnen (SBB). Het acroniem FLIRT staat voor Flinker Leichter Innovativer Regional-Triebzug.

## Geschiedenis
Het treinstel type RABe 523 is het uitgangspunt voor een reeks varianten die door Stadler Rail zijn gebouwd. Het gaat hierbij onder meer om de types RABe 521, RABe 522, RABe 524 en RABe 526 van de Schweizerische Bundesbahnen (SBB).
De serie eerste bestelling van de serie RABe 522, welke bedoeld was voor het internationale treinverkeer tussen Zwitserland en Frankrijk, kreeg geen toestemming voor het Franse net. Als reden werd gegeven dat de cabine, welke rechtstreeks overgenomen was van de andere FLIRT-series, te veel zou vervormen. Ter gevolge hiervan is een nieuwe serie besteld, waarvan de cabine is overgenomen van de Nederlandse versie van de Stadler GTW. Deze tweede serie heeft wel een toelating gekregen voor het Franse net. De eerste serie is omgebouwd voor het Zwitserse binnenlandse verkeer, en is omgenummerd naar de serie RABe 523.

## Constructie en techniek
Het treinstel is opgebouwd uit een aluminium frame met een frontdeel van GVK. Het treinstel heeft een lagevloerdeel. Deze treinstellen kunnen tot vier stuks gecombineerd rijden. De treinstellen zijn uitgerust met luchtvering.

### Nummers
De treinen zijn door de Schweizerische Bundesbahnen (SBB) ondergebracht in de volgende types:

#### RABe 521
- 521 001 - 030
- 521 201 - 209, (ex 526 651 - 659)

#### RABe 522
- 522 001 - 012, vernummerd in: 523 032 - 043
- 522 101 - 114
- 522 201 - 214 (levering: 2010)

#### RABe 523
- 523 001 - 031
- 523 032 - 043, (ex 522 001 - 012)

#### RABe 524
Deze treinen zijn in Italië als serie ETR 150 geregistreerd.
- 524 001 - 019
- 524 101 - 111 (6 delig)

## Treindiensten

### RABe 521
De treinen van het type RABe 521 worden door de Schweizerische Bundesbahnen (SBB) in gezet op de S-Bahn Bazel inclusief de Wiesentalbahn.
- S1: Basel SBB - Pratteln - Stein-Säckingen - Frick / Laufeburg
- S3: Porrentruy - Delémont - Aesch - Basel SBB - Pratteln - Sissach - Olten
- S5: Weil am Rhein - Lörrach - Steinen (-Schopfheim)
- S6: Basel SBB - Basel bad. Bf - Lörrach - Zell (Wiessental)
- S9: Sissach - Läufelfingen - Olten

### RABe 522
De treinen van het type RABe 522 zullen naar de planning van de Schweizerische Bundesbahnen (SBB) worden ingezet op lijn S1 van de S-Bahn Bazel, tussen Mulhouse, Basel SBB, Pratteln, Stein-Säckingen en Frick/Laufenburg. De Regio Elzas heeft aangegeven de status quo, waarin Franse treinstellen het S1-trajectdeel tussen Mulhouse en Basel exploiteren, voorlopig te willen behouden.
Ook worden ze gepland op het traject Biel/Bienne - Delle - Belfort, waar het internationale treinverkeer naar verwachting vanaf 2015 geheractiveerd wordt.

### RABe 523
De treinen van het type RABe 523 worden door de Schweizerische Bundesbahnen (SBB) in gezet op de S-Bahn Zug, S-Bahn Lausanne en de S-Bahn Luzern.

### RABe 524/ETR 150
De treinen van het type RABe 524 (FS type ETR 150) worden door de TiLo, Treni Regionali Ticino-Lombardia (SBB-TRENORD) in gezet op de trajecten van de TiLo.
- TiLo S10: Biasca - Castione Arbedo - Bellinzona - Giubiasco - Rivera-Bironico - Mezzovico - Torricella-Taverne - Lamone-Cadempino - Lugano - Lugano-Paradiso - Melide - Maroggia-Melano - Capolago-Riva S. - Vitale - Mendrisio - Balerna - Chiasso - Como - Albate Camerlata

- TiLo S20: Castione Arbedo - Bellinzona - Giubiasco - S. Antonino - Cadenazzo - Riazzino - Cugnasco - Gordola - Tenero - Locarno

- TiLo S30: Cadenazzo - Quartino - Magadino-Vira - S. Nazzaro - Gerra (Gambarogno) - Ranzo-S. Abbondio - Pino-Tronzano - Maccagno - Colmegna - Luino - Porto Valtravaglia - Caldè - Sangiano - Besozzo - Travedona - Ternate - Mornago - Besnate - Gallarate - Busto Arsizio - Milano Malpensa Airport

## Galerij

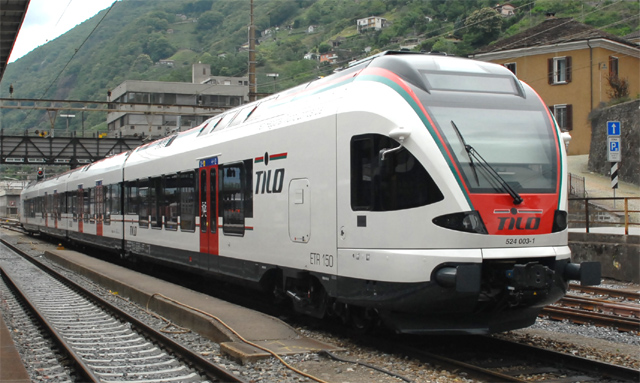
TiLo RABe 524 003-1 / ETR 150 op 29 mei 2007 te Bellinzona
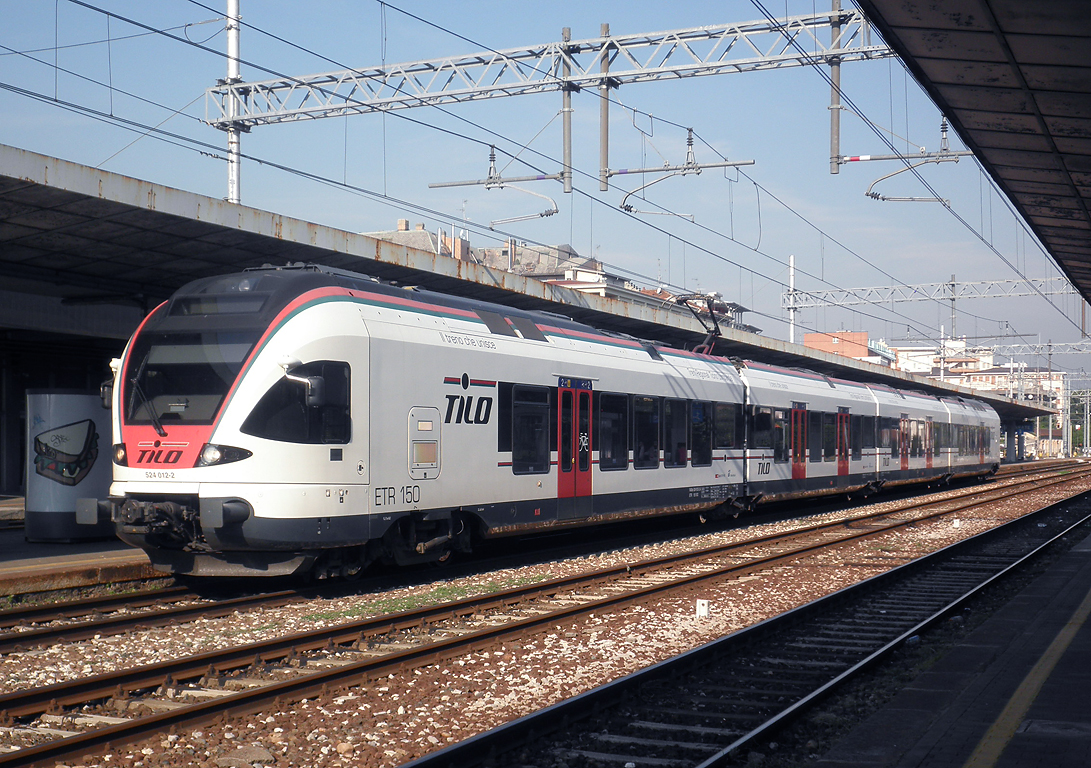
TiLo RABe 524/ETR 150 te Gallarate, Italië (TILO S30)